# Anna Maria von Baden-Durlach

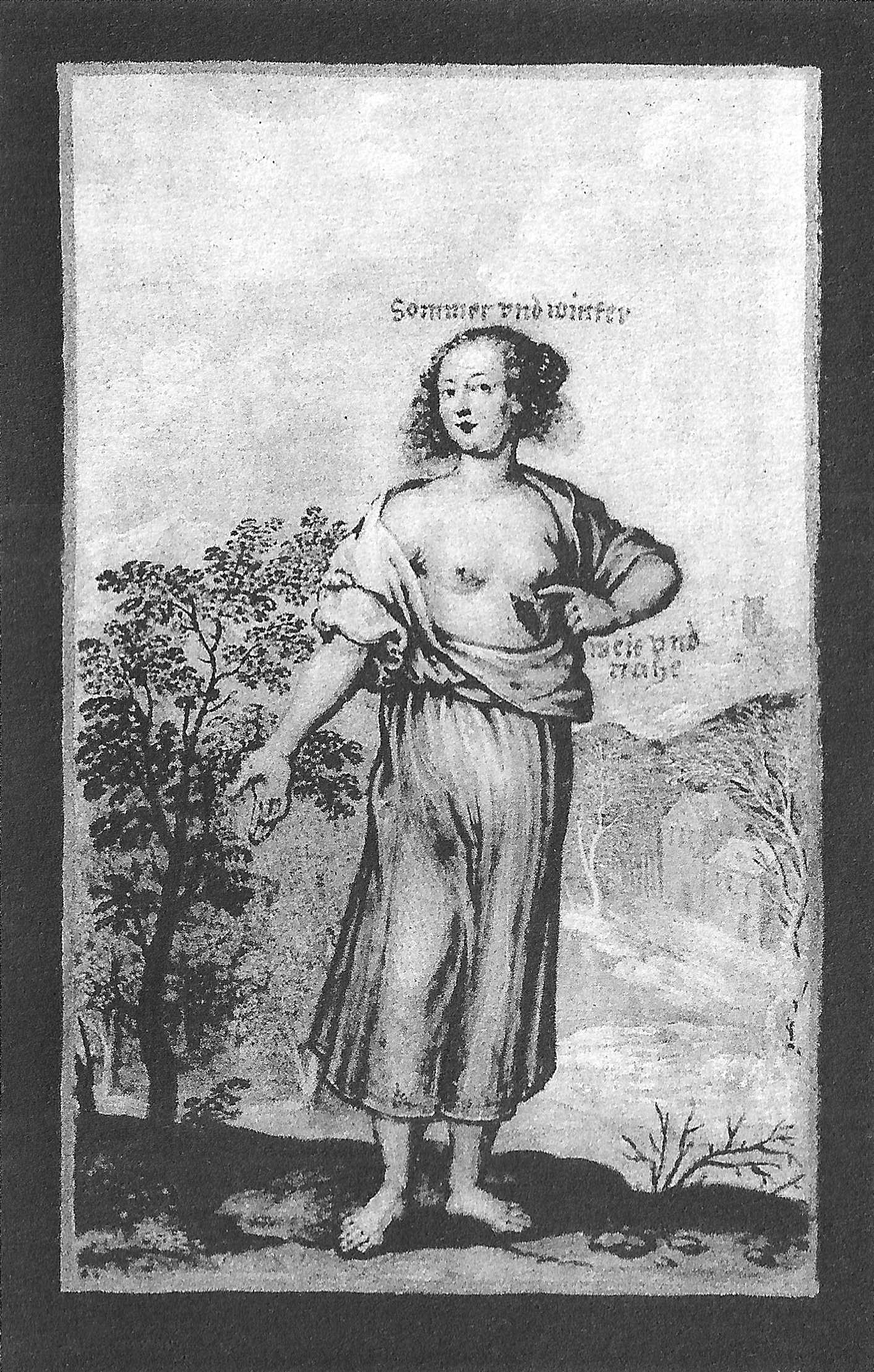
Anna Maria Markgräfin von Baden-Durlach (allegorische Porträtminiatur von Friedrich Brentel, 1645)

Anna Maria von Baden-Durlach (* 29. Mai 1617 in Straßburg; † 17. Oktober 1672 in Basel) war eine künstlerisch tätige Tochter des Markgrafen Georg Friedrich von Baden. Sie beschäftigte sich mit Dichtung, Malerei, Zeichnung und Scherenschnitt.

## Leben
Anna Maria von Baden-Durlach war eine Tochter des Markgrafen Georg Friedrich von Baden aus seiner zweiten Ehe mit Agathe geb. zu Erbach. Nach dem frühen Tod ihrer Mutter (1621) wuchs sie unter der Fürsorge ihrer „getreuen Starschedelin“ im markgräflichen Drachenschloss an der Ill in Straßburg auf. Ähnlich wie ihre jüngere Schwester Elisabeth erhielt sie eine gründliche Erziehung, obwohl dies zu der Zeit stattfand, als sich der Dreißigjährige Krieg zuspitzte. Sie besaß eine dichterische und künstlerische Begabung und recht früh begann sie, zu dichten und zu malen, wovon ihr Nachlass zeugt.
Karl Obser (1935) zufolge war ihre Dichtung beeinflusst von der Straßburger „Aufrichtigen Gesellschaft von den Tannen“. Sie schrieb Gedichte und Sprüche, die sich mit Geschick der damals üblichen Form bedienten. „Sie sind frei von barockem Schwulst und bringen ihre lehrhafte Weisheit und ihren schlicht-frommen Sinn auf gefällige Art zum Ausdruck. Das poetische Element ist gering, aber die gottergebene Lebensbetrachtung findet und spendet Trost.“ Einige Beispiele der Überschriften können ihre moralische Absicht und die Lebenserfahrung veranschaulichen: Der Zorn ist ein Übel aller Übel, Ein treuer Freund ist ein großer Schatz, Lob der Demut, Gedanken von der Ewigkeit, Schönheit vergeht, Tugend besteht.
Anna Maria von Baden-Durlach schrieb auch ein größeres Gedicht über den schwedischen König Gustav Adolf (1647) und eine reizende Bukolika auf „des Herren President Selmmitzen Feldgut zu Berghausen“. Sie übersetzte ferner Gedichte aus dem Italienischen und Französischen, schrieb Gelegenheitsgedichte zu Namenstagen, Geburts- und Todesfällen und unternahm dramatische Versuche. Ihr literarisches Schaffen wurde zu ihren Lebzeiten nicht veröffentlicht. Eine handschriftliche Sammlung „Anna Markgräfin zu Baden und Hochberg. Etliche teutsche Reimen-Gedichte, von welchen der Anfang in dem Namen Gottes zu Basel ist gemachet worden. Anno 1647“ befindet sich bei dem Generallandesarchiv Karlsruhe, viele Proben (112 kurze Gedichte) daraus druckte Karl Zell (1842) ab.
Nach Hans Rott (1917) dürfte ihr Lehrer auf dem Gebiet der Malerei der 1648 auf dem Baden-Durlacher Hof und später in Frankfurt a. M. tätige Johan Ludwig Pfannenstiel – er widmete ihr später ein Schabkunstblatt Maria mit Christi Leichnam – oder der um 1630 in Straßburg lebende Isaias Rumpler – auf seinen Tod dichtete Anna Maria Verse – gewesen sein. Wahrscheinlicher ist jedoch die Annahme Karl Obsers, dass dieser Lehrer Friedrich Brentel oder zumindest einer seiner Schüler aus seiner Werkstatt war. Es gibt eine unsignierte allegorische Porträtminiatur Anna Marias, die aufgrund des Vergleichs mit signierten Werken Friedrich Brentels ganz sicher ihm zuzuschreiben ist. Anna Marias Arbeiten erinnern auch an die von Friedrich Brentel, obwohl sie in der Technik und dem Ausdrucksvermögen das Niveau von seinen Arbeiten bei weitem nicht erreichen. Unter ihren Arbeiten gibt es Rötel-, Tusch- und Federzeichnungen, Porträts, Pausen (d. h. manuell auf Transparentpapier erzeugte Kopien) nach niederländischen Vorlagen, Tier- und Blumendarstellungen. Ihre Arbeiten verschenkte sie in der Regel an Familienangehörige oder Freunde.
Anna Maria von Baden-Durlach war eng mit ihrer jüngeren Schwester Elisabeth verbunden, die ebenfalls künstlerisch tätig, aber weniger begabt war. Sie arbeiteten an vielen Dingen gemeinsam. Anna Maria unterhielt Kontakte zu zahlreichen Künstlern. Auf dem Gebiet des Scherenschnitts leistete sie Beachtenswertes. Nachdem sie die Jugend in Straßburg verbracht hatte, lebte später abwechselnd im markgräflichen Höfen in Basel und in Straßburg. Sie blieb unverheiratet.
Sie starb zwar in Basel, wurde aber in Pforzheim am 1. November 1672 beerdigt.